# Indian Springs (Geòrgia)
Indian Springs és una concentració de població designada pel cens dels Estats Units a l'estat de Geòrgia. Segons el cens del 2000 tenia 1.982 habitants.

## Demografia
Segons el cens del 2000, Indian Springs tenia 1.982 habitants, 765 habitatges, i 583 famílies. La densitat de població era de 297,8 habitants/km².
Dels 765 habitatges en un 35,9% hi vivien nens de menys de 18 anys, en un 65,9% hi vivien parelles casades, en un 7,6% dones solteres, i en un 23,7% no eren unitats familiars. En el 20,4% dels habitatges hi vivien persones soles el 7,5% de les quals corresponia a persones de 65 anys o més que vivien soles. El nombre mitjà de persones vivint en cada habitatge era de 2,59 i el nombre mitjà de persones que vivien en cada família era de 2,99.
Per edats la població es repartia de la següent manera: un 25,8% tenia menys de 18 anys, un 6,6% entre 18 i 24, un 33,9% entre 25 i 44, un 22,9% de 45 a 60 i un 10,8% 65 anys o més.
L'edat mediana era de 36 anys. Per cada 100 dones de 18 o més anys hi havia 92,5 homes.
La renda mediana per habitatge era de 45.399 $ i la renda mediana per família de 51.350 $. Els homes tenien una renda mediana de 35.313 $ mentre que les dones 22.031 $. La renda per capita de la població era de 18.499 $. Entorn del 7,9% de les famílies i l'11,1% de la població estaven per davall del llindar de pobresa.

## Poblacions més properes
El següent diagrama mostra les poblacions més properes.